# Bramy (instalacja)
Bramy – instalacja autorstwa Grzegorza Klamana stworzona w 2000 roku w Gdańsku.
Praca została stworzona z okazji 20. rocznicy podpisania porozumień sierpniowych. Została umieszczona za historyczną Bramą Nr 2 Stoczni Gdańskiej, niedaleko Sali BHP, gdzie podpisano porozumienia. W jej skład wchodzą dwie stalowe konstrukcje - wysokie na ok. 5 metrów tytułowe Bramy. Pierwsza konstrukcja (Brama I) przypomina statek, który wyłania się prosto z ziemi. Natomiast druga konstrukcja (Brama II) nawiązuje do niezrealizowanego Pomnika III Międzynarodówki autorstwa Władimira Tatlina.
Naprzeciw instalacji w 2014 roku zostało otwarte Europejskiego Centrum Solidarności. Od 2020 roku obiektem administruje Gdański Zarząd Dróg i Zieleni. W 2022 roku deweloper po 22 latach przeniósł instalację z dotychczasowego miejsca naprzeciw ECS.